# روبي ويلدون
روبي ويلدون (من مواليد 6 سبتمبر 1975) هى متزلجة بارالمبية كندية ذو إعاقة بصرية وراكبة دراجة هوائية كندية شاركه في الألعاب البارالمبية الشتوية 2010 والألعاب البارالمبية الشتوية 2014 وفي الألعاب البارالمبية الصيفية 2012. وقد شاركت أيضًا في دورة ألعاب بارابان الأمريكية 2011. حصلت على خمس ميداليات، جميعها ذهبية.
بدأت ويلدون التزلج في سن الثالثة وفي عام 2010، بدأت رياضة ركوب الدراجات لذوي الاحتياجات الخاصة. دليلها لركوب الدراجات لذوي الاحتياجات الخاصة هى لين بيسيت ودليلها للتزلج لذوي الاحتياجات الخاصة هو فيل وود.

## الحياة الشخصية
ولدت ويلدون في 6 سبتمبر 1975 في ثاندر باي وتعيش الآن في أوتاوا. بدأت التزلج على المنحدرات في سن الثالثة. شخصت إصابتهابمرض شتارغاردت في عام 1990 عندما كانت في الخامسة عشرة من عمرها، مما أثر على رؤيتها المركزية. بدأت ويلدون رياضة التزلج لذوي الاحتياجات الخاصة في بلدان الشمال الأوروبي في عام 2002، وفي عام 2010 بدأت ممارسة رياضة ركوب الدراجات لذوي الاحتياجات الخاصة بعد حضورها معسكر التنمية في غرب كندا.
هي أم لطفلين أخذتها ويلدون معها أثناء المنافسة في أولمبياد لندن للمعاقين 2012. وتأمل أن تلهمهم الرحلة. "لقد استفاد أطفالي كثيرًا من أسلوب حياتي المليء بالنشاط البدني وصحتي. والالتقاء بالرياضيين ذوي الاحتياجات الخاصة الذين يتنافسون على مستوى النخبة وهم ملهمون للغاية." قالت ويلدون.

## حياة مهنية
لم تفز ويلدون بأي ميداليات في التزلج في دورة الألعاب البارالمبية الشتوية 2010 لكنها كانت "سعيده" بالتجربة.
في دورة ألعاب بارابان الأمريكية 2011، شاركت ويلدون في ركوب الدراجات لذوي الاحتياجات الخاصة وفازت بأربع ميداليات ذهبية مع المرشدة لين بيسيت. لقد فازوا بالميدالية الذهبية في تجربة الوقت المختلط، وسباق الطريق للسيدات، والسعي الفردي للسيدات، وزمن الكيلومتر الواحد للسيدات. قالت: "من المفيد جدًا وجود لين. إنها راكبة دراجات ذات خبرة وقد علمتني الكثير". كما اختير الثنائي ليكونا حاملي العلم في الحفل الختامي.
فازت ويلدون ودليل بيسيت بميدالية ذهبية واحدة في الألعاب البارالمبية الصيفية 2012، في سباق الدراجات على الطريق لمسافة 80 كيلومترًا. أنهوا السباق بزمن قدره 2:08:26، بفارق 33 ثانية عن جوزيفا جوزمان بينيتيز والمرشدة ماريا نورييغا. بعد المنافسة، قالت ويلدون: "أنا سعيده جدًا. أنا ولين نشعر بسعادة غامرة بهذا الأداء الذهبي.. كنا نحترم الجميع".
تنافست ويلدون في دورة الألعاب البارالمبية الشتوية 2014 مع فيل وود كدليل. كانت هذه أول بطولة للزوجين معًا لكنهما لم يفوزا بأي ميداليات. قالت وود إن "التزلج كفريق عند القيام به بشكل جيد يمكن أن يضيف تحسنًا بنسبة 10 إلى 15 بالمائة في الأداء الواحد".